# 일치 신조
일치 신조 ( Formula of Concord )는 1577년에 작성된 루터교의 신앙고백서이다. 원어는 독일어로 쓰여졌으며 라틴어 번역은 1584년에 일치서로 준비되었다. 
이 신앙고백서의 선포와 수용은 루터교의 통일과 보존에서 주요한 역할을 한다. 

## 내용
총 12개의 신조로 되어 있다.  
1. 원죄
2. 자유의지
3. 하나님 앞에서의 믿음으로 의롭게 됨.
4. 선한 행실
5. 율법과 복음
6. 율법의 3번째 사용
7. 그리스도의 성만찬
8. 그리스도의 인성
9. 그리스도의 지옥으로의 하강
10. 교회의 성례
11. 영원한 예지와 하나님의 선택
12. 다른 이단과 분파들

## 참조 문헌
- 영어로 된 전문 보관됨 2020-06-25 - 웨이백 머신